# Semyon Ivanovitch Mordvinov
Semyon Ivanovitch Mordvinov, né le 26 janvier 1701 à Moscou et mort en 1777 à Saint-Pétersbourg, est un amiral russe et le père de l'amiral Nikolaï Semyonovitch Mordvinov.

## Biographie
Semyon Ivanovitch Mordvinov fit ses études aux Écoles de Mathématiques de Novgorod et  Varna, en 1716, il sortit diplômé de l'Académie navale de Saint-Pétersbourg.

### Carrière militaire
Semyon Ivanovitch Mordvinov commença sa carrière militaire au grade d'aspirant de la marine à Reval, afin de se perfectionner il servit quelque temps dans la marine française. De retour en Russie, il servit dans la Flotte de la mer Baltique.
En 1724, Semyon Ivanovitch Mordvinov fut élevé au grade d'adjudant et servit sous les ordres du vice-amiral Thomas Gordon. En 1739, il remplit les fonctions de conseiller pour le Commissariat Expéditions. En 1741, il fut nommé commandant de la Flotte de la Baltique. En 1746, il fut désigné commandant du port de Kronstadt. Entre 1752 et 1754, il remplit les fonctions de conseiller au Bureau de l'Amirauté, puis, en 1759, siégea au Collège de l'Amirauté. De 1762 à 1763, il fut membre de la Commission de la flotte. En 1764, il fut placé à la tête de la 1re Division de la Flotte de la Baltique et nommé amiral. Il prit sa retraite en 1777.

### Décès et inhumation
Semyon Ivanovitch Mordvinov décéda en 1777 à Saint-Pétersbourg, il fut inhumé au cimetière du monastère Alexandre Nevsky.

## Ouvrages
Semyon Ivanovitch Mordvinov rédigea plusieurs ouvrages sur la navigation maritime et les Sciences ainsi que ses Mémoires publiés en 1858.

## Lieux portant son nom
- Île Mordvinova : Située au large de la côte de l'océan Antarctique (une des Shetland) découverte par l'explorateur russe Fabian Gottlieb von Bellingshausen en 1819 (aujourd'hui île de l'Éléphant renommée en 1916 par Ernest Shackleton)[1]
- Baie de Mordvinov : Située en mer d'Okhotsk.